# Balaoan
Balaoan é um município de  primeira classe de renda municipal (d) na província La Union, nas Filipinas. De acordo com o censo de 1 de maio  de  2020 possui uma população de 40 339 pessoas e 10 204 domicílios.